# ديزو لاسلو
ديزو لاسلو (بالمجرية: László Dezső)‏ هو ضابط مجري، ولد في 23 يوليو 1893 في بودابست في المجر، وتوفي بنفس المكان في 8 يونيو 1949.